# Vattensport
De sporter som involverar vatten kallas vattensporter. Dessa kan delas in huruvida deras relation till vattnet är. I vissa sporter (till exempel triathlon) är bara delar av sporten en vattensport.

## I vattnet
- Tävlingssimning
  - Kortbana (25 m)
  - Långbana (50 m)
  - Öppet vatten-simning
- Vattenpolo
- Konstsim
- Modern femkamp (endast ett delmoment)
- Triathlon (endast ett delmoment)
- Vintertriathlon (endast ett delmoment)
- Vattenaerobic
- Vattengympa
- Simhopp
  - Synkroniserat simhopp
- Snorkling
- Aquajogging

## Under vattnet
- Dykning
  - Fridykning
  - Sportdykning
- Undervattenshockey
- Undervattensrugby

## På vattnet
- Bodyboarding
- Kanotsport
  - Kajakcross
  - Kanotslalom
  - Freestyle (forspaddling)
  - Kanotpolo
  - Kanotsegling
  - Kajakmaraton
- Vattenskoter
- Kitesurf
- Forsränning
- Rodd
  - Kyrkbåtsrodd
  - Kappróður
  - Tiohuggarrodd
- Kappsegling
- Skimboarding
- Surfing
- Wakeboard
- Vattenskidor
- Flyboard
- Vindsurfning
- Motorbåtsport